# Pontpierre (Luxembourg)
Pour les articles homonymes, voir Pontpierre.
Pontpierre (luxembourgeois : Steebrécken, allemand : Steinbrücken) est une section de la commune luxembourgeoise de Mondercange située dans le canton d'Esch-sur-Alzette.